# 滑石太神宮
滑石太神宮（なめしだいじんぐう）は、長崎県長崎市滑石に位置する神社。 御祭神は天照大御神。滑石大神宮とも表記される。

## 概要
大村藩の氏神として寛文8年（1661年）に創設されたもので由緒も深い。